# Masoka
Masoka fue una banda argentina de música pop/rock formada en la ciudad de Trelew, Chubut, Argentina.

## Historia
El grupo se formó en Trelew a mediados del año 1992, originalmente bajo el nombre Masoka Tango (en honor al tema Masoko Tanga de la banda inglesa The Police). En 1994, editan su primer disco, Masoka, y se presentan en Buenos Aires y en distintos lugares de la Patagonia. En 1997, ve la luz Celebración Oveja su segundo y último disco, y la banda se despide en un recital al aire libre en el centro de Trelew.
Luego de su separación, los distintos integrantes continuaron con proyectos solistas: Alejandro Rivas (bajo el nombre "Pictor Boldo") desde Trelew, Pablo Trilnik (bajo el seudónimo "Tripnik"), y Alfredo García, estos dos últimos desde la productora Aerodiscos de Buenos Aires. Alfredo García edita junto con Tripnik “AlfredogarcíA-Tripnik” (2001), con 4 temas cada uno. Ya en solitario, Alfredo García edita “Loopastic” (2003) y “Deshabitándome” (2007). Tripnik en solitario edita TripNIK (2004).
En el año 2010 los integrantes se vuelven a juntar para ofrecer una serie de conciertos en las ciudades de Trelew y Puerto Madryn con la promesa de un nuevo disco.

## Discografía

### Álbumes
- (1994) Masoka
  - Un tajo en el cielo
  - Cirko masoka
  - Dejándote caer
  - Un mono con champán
  - Los vidrios rotos
  - La lluvia masoka
  - Los sueños de Parsifal
  - Ella y el karma
  - Dos naranjas y un gato
  - Algo no anda bien
  - Jungla B
  - La suerte es 3

- (1997) Celebración Oveja
  - Mi perro cuadrado (se vuela para cualquier lado)
  - Innombrable
  - La leyenda del conde Jaramillo
  - Nemte
  - Una flor para Miguel[1]
  - Noche virtual
  - La cuerda tensa[2]
  - Obelo
  - Perfecto desprecio
  - Listo Calisto
  - Kabala
  - Pájaros profetas
  - Vida mayor
  - Fábula pez
  - La buena vida del centauro Quiroz
  - Yolibel